# Avenue de l'Héliport (Bruxelles)
L'avenue de l'Héliport (en néerlandais : Helihavenlaan) est une avenue bruxelloise de la commune de Bruxelles-ville qui va du boulevard Baudouin (côté place de l'Yser) jusqu'à la place Gaucheret en passant par le boulevard Simon Bolivar et la chaussée d'Anvers.
La numérotation des habitations va de 5 à 35 pour le côté impair et de 8 à 56 pour le côté pair. Les derniers mètres de l'avenue sont sur la commune de Schaerbeek.
La rue suit le tracé de la première ligne de chemin de fer du continent européen, inaugurée le 5 mai 1835 pour relier la gare de Bruxelles-Allée-Verte à Malines. Le trafic voyageurs a cessé le 16 janvier 1954.

## L'Héliport
L'avenue doit son nom à l'héliport de Bruxelles-Allée-Verte, qui fut inauguré le 1er août 1953 et permettait le transport de passagers vers Lille, Anvers, Maastricht, Liège, Cologne, Bonn, Eindhoven, Duisbourg et Dortmund, via des lignes de la Sabena. Après 13 années d'exploitation, n'étant plus rentable, il ferma le 1er novembre 1966. Il était situé non loin de l'actuelle avenue de l'Héliport.

## Adresses notables
à Bruxelles-ville :

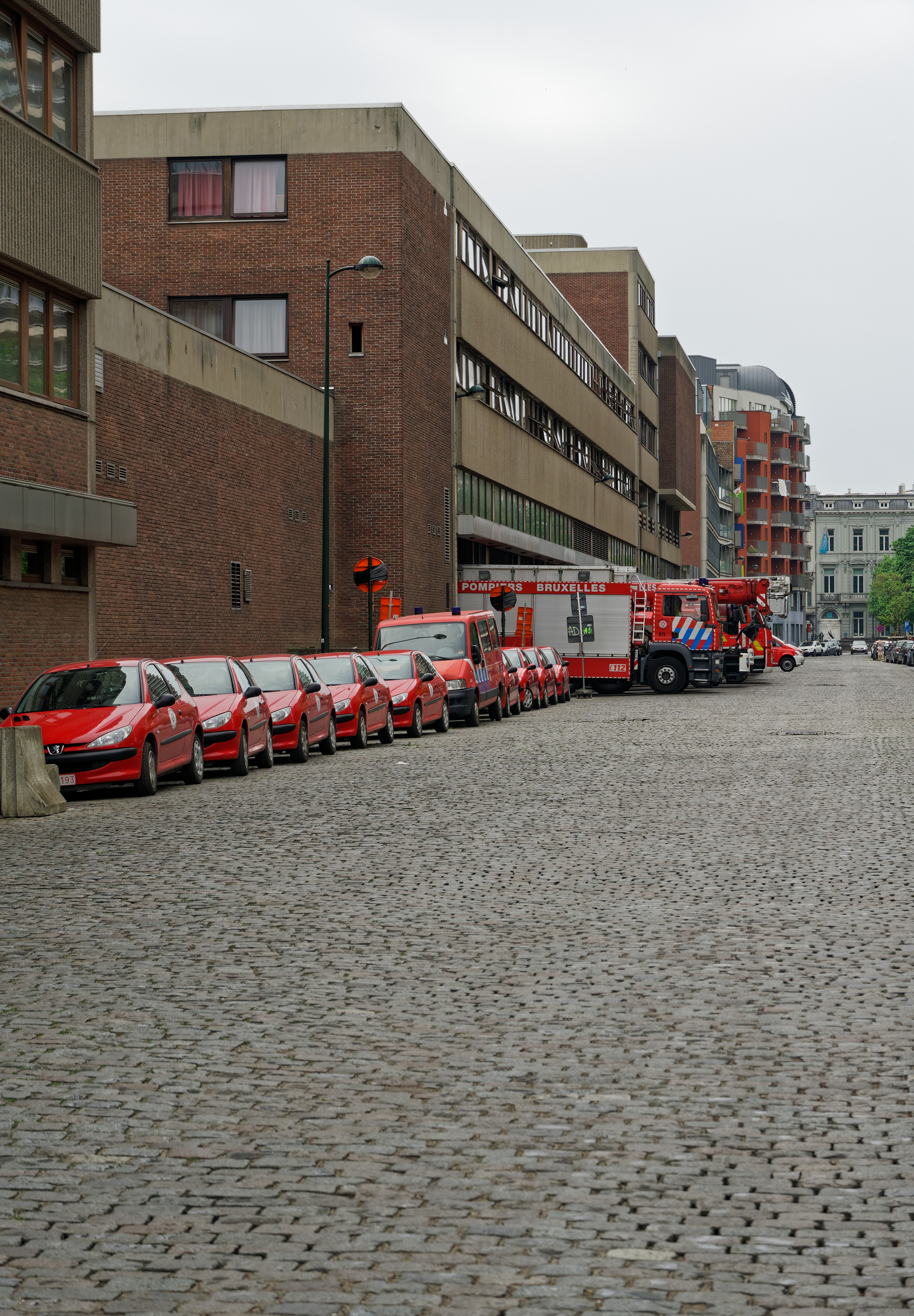
La caserne principale des pompiers de Bruxelles est située avenue de l'Héliport.

- no 11 : État-major et caserne principale des pompiers de Bruxelles.
- no 15 : Maison des jeunes l'Avenir
- no 33 : Jeunes Sapeurs-Pompiers de Bruxelles asbl
- no 39 : Centre sportif et culturel Pôle Nord